# Филмор
Вижте пояснителната страница за други значения на Филмор.
Филмор (на английски: Fillmore) е град в окръг Милард, щата Юта, САЩ. Филмор е с население от 2253 жители (2000) и обща площ от 14,9 km². Намира се на 1565 m надморска височина. ЗИП кодът му е 84631, а телефонният му код е 435.